# Святьє
Святьє (рос. Святьё) — присілок у Лузькому районі Ленінградської області Російської Федерації.
Населення становить 3 особи. Належить до муніципального утворення Володарське сільське поселення.

## Історія
Згідно із законом від 28 вересня 2004 року № 65-оз належить до муніципального утворення Володарське сільське поселення.

## Населення
| 1838 | 1862 | 1928 | 1958 | 1997 | 2007 | 2010 |
| ---- | ---- | ---- | ---- | ---- | ---- | ---- |
| 54   | ↗70  | ↗109 | ↘68  | ↘7   | ↗8   | ↘3   |